# 영천 수도사 노사나불괘불탱
영천 수도사 노사나불괘불탱(永川 修道寺 盧舍那佛掛佛幀)은 대한민국 경상북도 영천시 신녕면 수도사에 있는 조선시대의 불화이다. 1997년 8월 8일 대한민국의 보물 제1271호로 지정되었다.

## 개요
화면 가득 노사나불을 그린 독존형식의 괘불인데, 괘불이란 절에 큰 법회나 의식을 진행할 때 법당 앞 뜰에 걸어놓고 예배를 드리기 위해 만든 대형 불교그림을 말한다.
이 괘불의 노사나불은 둥근 얼굴에 화려한 보관을 쓰고 있으며, 연꽃가지를 오른손으로 들고 왼손으로 받치고 있는 모습이다. 보관 주위에는 비로자나불 형태의 조그만 불상이 7개 있으며, 뒤로 머리광배가 둥글게 둘러져 있다. 둥글고 풍만한 어깨 양쪽으로 붉은 옷이 걸쳐져 있으며 팔꿈치 부분까지 머리가 흘러내려와 있다. 옷의 아래 부분과 등뒤의 광배는 하늘색으로 나타내었고, 등에서 머리 위쪽까지는 오색광선을 그려 넣어 화려함을 더하고 있다.
숙종 30년(1704)에 그려진 이 그림은 붉은색과 녹색을 주로 사용하여 조선 후기 불화의 특징을 잘 나타내고 있다. 거친 삼베바탕에 그려 다소 굵게 표현되고 있지만 정밀한 묘사와 치밀한 구성으로 세련미를 보여주고 있다. 순조 22년(1822)에 수정한 적이 있으나 둥그스름한 얼굴과 어깨, 약간 처진 눈썹, 색상 등 조선시대 효종·숙종대의 전형적인 양식을 나타내고 있어 중요한 작품으로 평가되고 있다.

## 참고 자료
- 영천 수도사 노사나불괘불탱 - 국가유산청 국가유산포털